# Burton C. Bell

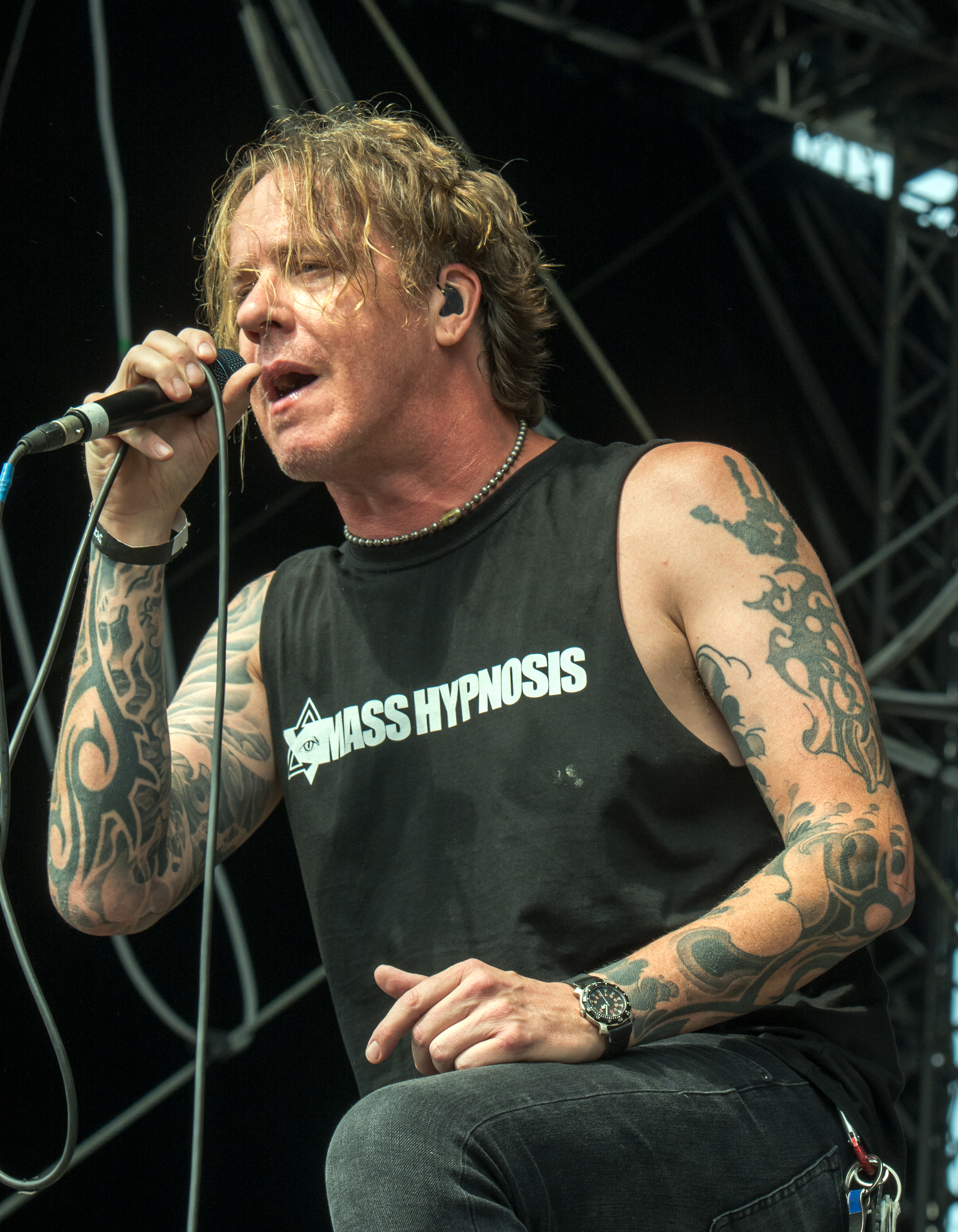
Burton C. Bell, 2016

Burton Christopher Bell (* 19. Februar 1969 in Houston, Texas) ist ein US-amerikanischer Sänger, Songwriter, Gitarrist und Keyboarder. Er ist Gründungsmitglied der im Jahr 1989 gegründeten Metal-Band Fear Factory, von der er bis 2020 der Frontmann war. Sein Gesangsstil gilt als einflussreich und innovativ insoweit, als er einer der ersten bedeutenden Sänger war, der klaren mit rauem Gesang mischte.

## Biografie
Bell hat einen zweieiigen Zwillingsbruder namens Ben, der ebenfalls Musiker ist und in Huntsville lebt. Burton C. Bell sammelt in seiner Freizeit Star-Trek-Figuren.
Bei einigen Aufnahmen war er Gastsänger bzw. Sänger auf dem Album Plastic Planet von GZR, welches 1995 veröffentlicht wurde. Aufgrund seiner Verpflichtungen gegenüber Fear Factory arbeitete er beim zweiten Album von GZR Black Science nicht mehr als Sänger mit.
2001 hat er mit Static-X eine Coverversion von Ministrys Burning inside aufgenommen.
Nach der Auflösung von Fear Factory im Jahr 2002, gründete Bell „Ascension of the Watchers“ gemeinsam mit John Bachdel (Tour-Keyboarder von Fear Factory). Mit „Ascension of the Watchers“ veröffentlichte Bell 2005 die EP Iconoclast, die ausschließlich im Internet vertrieben wurde.
In der Zwischenzeit bis zu der Wiedervereinigung von Fear Factory war er als Maler tätig und hat Häuser von Freunden und Bekannten ausgemalt.
Im Oktober 2006 kündigte er auf der Ascension of the Watchers-Website an „I have had to focus on Fear Factory for a while, but 2007 is all about Ascension of The Watchers.“ („Ich habe mich für eine Weile auf Fear Factory konzentrieren müssen, aber 2007 gehört meine Aufmerksamkeit Ascension of The Watchers.“)
Ascension of The Watchers haben 2007 einen Vertrag mit Ministrys Frontman Al Jourgensen für dessen Label 13th Planet Records abgeschlossen. Das Album „Numinosum“ erscheint am 22. Februar 2008 und zeigt Bell von einer eher unerwarteten Seite. Neben enormen Synthesizer-Einsätzen hat er mittlerweile auch Singer-Songwriter-Querverweise in sein Soloprogramm integriert.
Burton Bell wirkte 1991 als Statist bei den Dreharbeiten zum Musikvideo Smells Like Teen Spirit der Grunge-Band Nirvana mit.
Am 29. September 2020 gab er auf seine Website bekannt, Fear Factory verlassen zu haben. Als Grund gab er innere Spannungen u. a. mit Dino Cazares an.

## Diskografie
Die folgende Auflistung bezieht sich ausschließlich auf Aktivitäten als Sänger.
| Band                      | Veröffentlichungsjahr | Titel                 |
| ------------------------- | --------------------- | --------------------- |
| Fear Factory              | 1992                  | Soul of a New Machine |
| Fear Factory              | 1995                  | Demanufacture         |
| GZR                       | 1995                  | Plastic Planet        |
| Fear Factory              | 1998                  | Obsolete              |
| Fear Factory              | 2001                  | Digimortal            |
| Fear Factory              | 2002                  | Concrete              |
| Fear Factory              | 2004                  | Archetype             |
| Ascension of the Watchers | 2005                  | Iconoclast            |
| Fear Factory              | 2005                  | Transgression         |
| Ascension of the Watchers | 2008                  | Numinosum             |
| City of Fire              | 2010                  | City of Fire          |
| Fear Factory              | 2010                  | Mechanize             |
| Fear Factory              | 2012                  | The Industrialist     |
| City of Fire              | 2013                  | Thrial Through Fire   |
| Fear Factory              | 2015                  | Genexus               |
| Ascension of the Watchers | 2020                  | Apocrypha             |
| Fear Factory              | 2021                  | Aggression Continuum  |
| Ascension of the Watchers | 2021                  | Translations          |

Über diese Auflistung hinaus hatte Burton C. Bell zahlreiche Auftritte als Gastsänger, u. a. bei Static-X, Ministry, Soil, Soulfly, Combichrist und Pitchshifter.